# صوبه بنگال
صوبه بنگاله (بنگالی: সুবাহ বাংলা)، (به انگلیسی: Bengal Subah) بزرگ‌ترین بخش فرعی امپراتوری گورکانی هند و سپس یک ایالت مستقل تحت نوابِ بنگال که بخش بزرگی از منطقه بنگال را در بر می‌گیرد، که شامل بنگلادش کنونی و ایالت هند بنگال غربی، بین قرن‌های ۱۶ و ۱۸ است. این ایالت پس از فروپاشی شاهی بنگاله، یک حکومت تجاری بزرگ در شبه‌قاره هند، هنگامی که منطقه بخشی از یک امپراتوری باروت بود، تأسیس شد. بنگال ثروتمندترین منطقه در شبه‌قاره هند بود، و اقتصاد اولیه صنعتی آن نشانه‌هایی از هدایت یک انقلاب صنعتی را نشان داد.

## مطالعه بیشتر
- Irfan Habib (1999) [First published 1963]. The Agrarian System of Mughal India, 1556-1707 (2nd ed.). Oxford University Press. ISBN 978-0-19-807742-8.